# Listnatý les

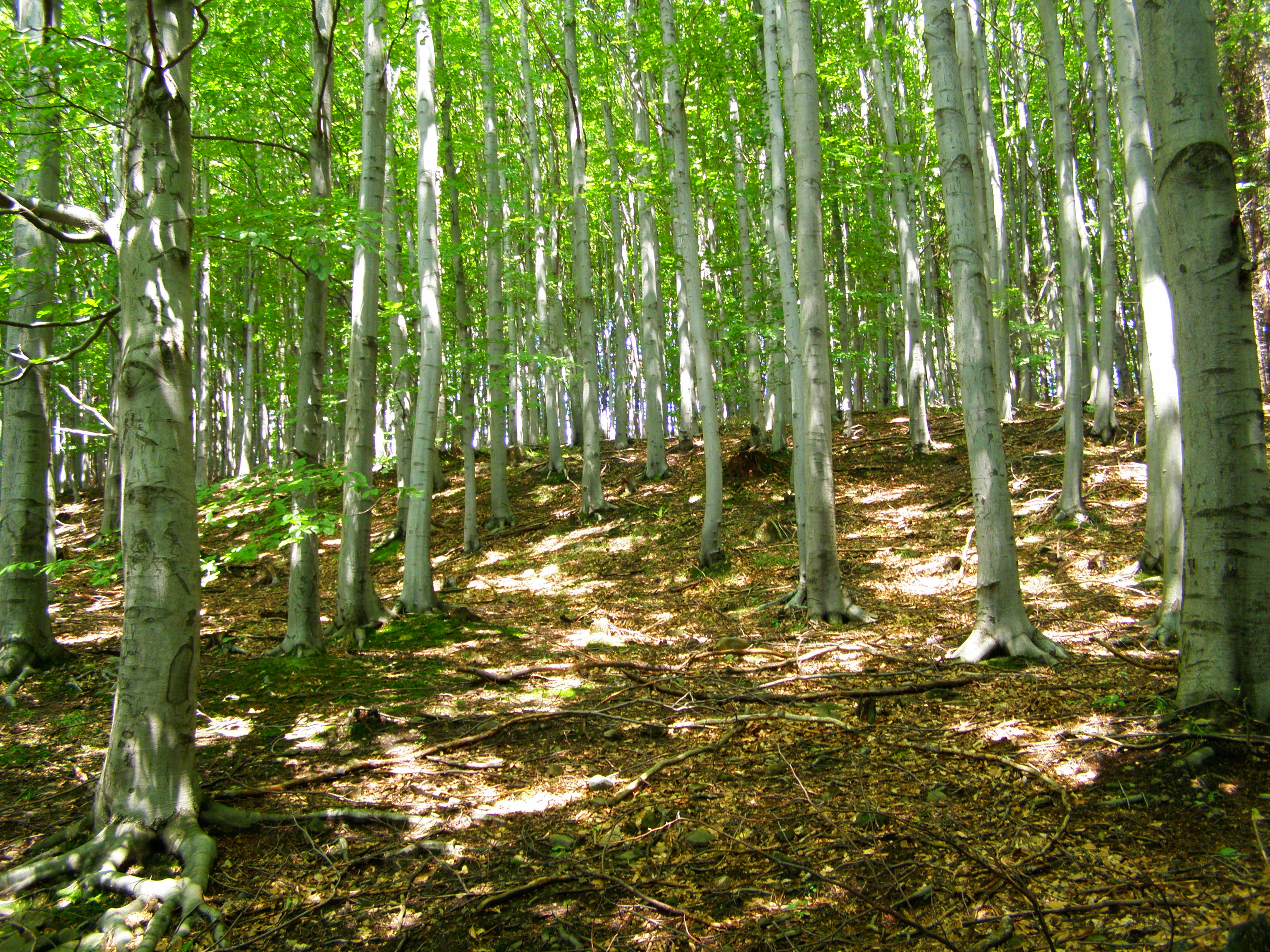
Listnatý les (bučina) v Palkovických hůrkách

Listnatý les je obvykle les, ve kterém množství převážně opadavých listnatých stromů přesahuje 75 %. Zbytek tvoří stromy jehličnaté. Rostou v oblastech s mírným podnebím, kde se střídají 4 roční období.[zdroj?] Listnaté lesy tvořily ve střední Evropě do poloviny 18. století převážnou část. Od počátku 18. století však roste potřeba dříví a postupně se přechází od extenzívního hospodaření v lese k hospodaření intenzivnímu. Začínají vznikat první jehličnaté monokultury a důležitost listnatých lesů se dostává do pozadí. To souvisí i s vývojem zemědělství a chovu dobytka, kdy dochází k omezení pastvy v listnatých lesích a ustájení zvířat ve stájích a chlévech. Typickou skladbu středověkých lesů ve střední Evropě zahrnují dub letní (Quercus robur), jasan (Fraxinus), jilm (Ulmus), habr (Carpinus), lípa (Tilia), javor (Acer), topol (Populus), vrba (Salix), olše (Alnus) a buk (Fagus). V současné době jsou tedy listnaté lesy na území ČR spíše raritou. Většina z nich (doubravy, lužní lesy) je chráněna zákonem.
Listnatým lesům odpovídají i některé světové ekosystémy. Jsou to především tropický deštný les, tropické poloopadavé a opadavé lesy a opadavé listnaté lesy. V Evropě se jedná hlavně o středoevropskou buko-dubovou oblast, západoevropskou oblast listnatých lesů a jihoevropskou oblast neopadavých listnáčů a jedlého kaštanu.